# S-ラジ ワイド 集英組
S-ラジ ワイド 集英組（えすらじわいど しゅうえいぐみ）は、2006年8月4日から2007年9月28日までS-ラジにて配信されていたインターネットラジオ番組で、毎週金曜日に更新されていた。提供は集英社。

## パーソナリティ
メインパーソナリティ
- 前田登（はりけ〜んず）
- 又吉愛

コーナーパーソナリティ
- 田中大文
- 広橋涼

## コーナー
- 集英大事典
- 集英組図書倶楽部
- 週刊少年マタヨシ

## ゲスト

### 集英大事典
- ＃7 福圓美里
- ＃8 柚木涼香
- ＃9 城アラキ
- ＃23 板羽皆
- ＃24 広橋涼、伊阪達也、郷本直也
- ＃26 森田まさのり
- ＃28 小西克幸
- ＃29 田中真弓
- ＃30 真殿光昭
- ＃33 高城元気
- ＃35 岡村明美
- ＃36 子安武人
- ＃45 種村有菜

### 集英組図書倶楽部
- ＃14 - ＃16 黒崎薫
- ＃20 - ＃21 松原真琴
- ＃23 - ＃25 影名浅海
- ＃26 - ＃29 山形石雄
- ＃30 - ＃32 子安秀明
- ＃33 - ＃35 北沢大輔
- ＃36 - ＃38 淺沼広太
- ＃40 - ＃42 黒崎薫
- ＃43 - ＃45 本田透
- ＃55 - ＃57 八薙玉造

## エピソード
- メインパーソナリティの2人（前田、又吉）は、2006年3月3日～3月31日に音泉にて放送されていたウルジャンナビゲーター（提供：集英社）にてパーソナリティを勤めた。
- コーナーパーソナリティの2人（田中、広橋）は、集英社のラジオCMをしている。
- 2007年4月10日から、音泉での配信が開始された。